# 폴 티비츠

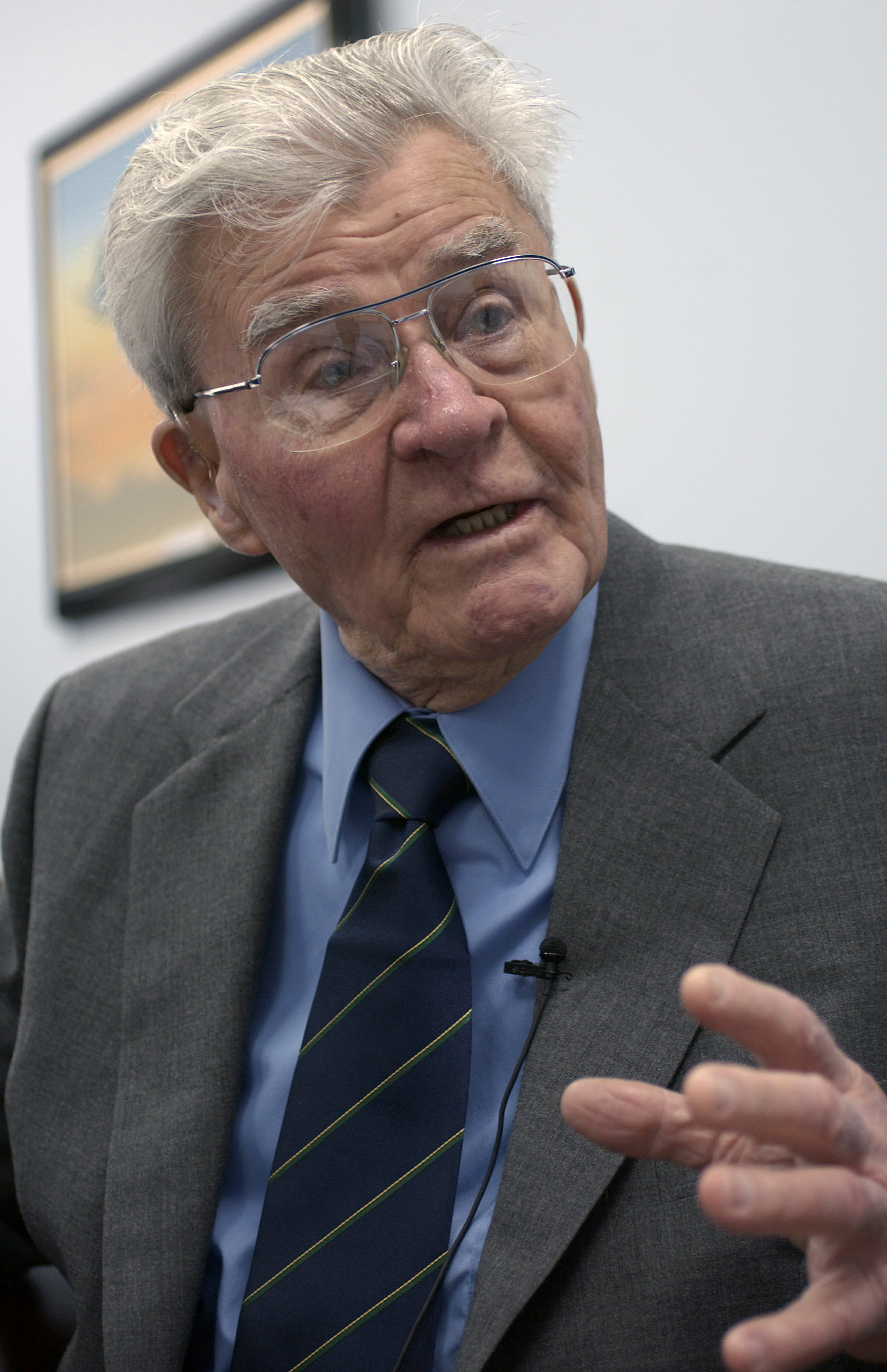
2003년의 티비츠

폴 워필드 티비츠 2세(Paul Warfield Tibbets, Jr., 1915년 2월 23일 ~ 2007년 11월 1일)는 제2차 세계 대전기의 군인이다. 히로시마시에 원자폭탄 리틀 보이를 투하한 B-29 슈퍼포트리스의 기장이었다.

## 생애
폴 티비츠는 1915년 일리노이주 퀸시에서 폴 워필드 티베트와 에놀라 게이 사이에서 태어났다. 아이오와주에서 산 후, 플로리다주 마이애미로 이사했다. 1928년에 일리노이주 알톤의 육군사관학교에 입학했다. 1933년에 플로리다 대학에 입학하고 그 후 신시내티 의과대학에 입학해 1937년에 같은 대학을 졸업했다. 오하이오주 데이튼의 라이트 필드에서 육군 항공대에 입대했다.
1937년 2월 25일에 켄터키주 포트 토머스에서 육군 사관후보생이 된다. 태평양전쟁이 시작되면서 제29 폭격대에서 B-17 폭격기를 조종했다. 그 후 플로리다주 탄파의 마크디르 공군 기지에서 제40 항공단 97 폭격대의 지휘관이 된다. 1942년에는 나치 독일을 폭격하는 임무를 수행했다.

## 원자폭탄
1944년 12월, 원자폭탄 투하 부대인 제509혼성비행대 대장으로서 임명되어 부대를 편성한다. 이후 네바다주의 사막의 비밀 기지에서 원자폭탄 투하 훈련을 진행했고 다음 해에 부대가 태평양의 티니언섬으로 옮겨졌다. 그리고 제509혼성비행대는 일본 제국 본토에서 펌킨 폭탄으로 불리는 모의 원자 폭탄을 사용해 교토, 히로시마, 니가타, 기타큐슈 등을 폭격해 일본제국 민간인 백여 명을 죽이면서 원자폭탄을 투하하는 장소를 히로시마로 선정했다.
1945년 8월 6일 오전 2시 45분 , 미국 공군 대령 폴 티비츠는 B-29 폭격기 에놀라 게이를 티니언섬에서 이륙하게 했다. B-29는 북향해 7시간 비행하여 일본 본토에 도착했다. 오전 8시 15분, 폴 티비츠는 히로시마시 상공에서 원자폭탄 리틀 보이를 떨어뜨렸다.
참고로, 이 B-29에 붙여진 에놀라 게이는, 폴 티비츠의 어머니의 이름이다.

## 전후
전후 1940년대 후반부터 1950년대에 걸쳐 폴 티비츠는 많은 원자폭탄 실험에 조언했고 미국 최초 제트 폭격기인 보잉 B-47의 개발에도 공헌했다.
1954년에는 NATO의 임원으로 프랑스 파리에서 일했다. 1959년에는 준장으로 승진해 마크디르 공군기지의 사령관으로 부임했다. 폴 티비츠는 1966년 8월 31일 공군에서 퇴역하고 1976년에는 오하이오주 콜럼버스에 본거지를 둔 제트 에이비에이션사의 사장으로 취임했다.
1976년, 텍사스 에어쇼에서 버섯구름까지 연출하는 원자폭탄 투하쇼를 재현했다. 이 쇼는 일각에서 강하게 비난받아 미국 행정부가 일본 행정부에 공식으로 사과하는 일까지 벌어졌다. 폴 티비츠는 "일본인을 모욕하려는 의도는 없었다." 라고 변명했다.
한편 그는, 자신이 관여한 핵 공격 임무를 "군인으로서 명령받은 이상, 임무를 수행하는 것은 당연하다"고 자부했지만, 싸우기 좋아하는 사상을 바람직하지 않게 생각했다.
그는 1995년 한 인터뷰에서 "나는 대일본제국의 항복을 받아내려고 할 수 있는 일체를 하려고 했다. 악당들을 죽이고 싶었다!"라며 "(원자폭탄 투하로) 죽인 사람보다 많은 사람을 구했다는 내 확신은 불변했다. 원자폭탄을 보유하면서도 사용하지 않아 더 많은 사람을 죽게 했다면 더 큰 잘못이었을 것"이라고 주장했다.

## 죽음과 평가
2007년 11월 1일, 심장병을 앓던 폴 티비츠는 뇌졸중으로 92세에 죽었다. 폴 티비츠는 원자폭탄을 반대하는 사람들의 눈길을 의식해서 친구에게 사후에 장례식을 실시하거나 묘비를 만들지 말도록 부탁했다. 유언에 따라 그의 유해는 화장하여 바다에 뿌려졌다.
일각에서는 그가 평생 히로시마의 원폭 피해자들에 대해 사과하지 않은 것을 비판적으로 보기도 했다.

## 자손
폴 티비츠의 손자인 폴 티비츠 4세는, 2005년 현재 미국 공군 제509폭격비행단(509 BW)에서 스텔스 폭격기 B-2 스피릿의 조종사로서 복무한다.